# Lijst van burgemeesters van Reusel-De Mierden
Dit is een lijst van burgemeesters van de Nederlandse gemeente Reusel-De Mierden in de provincie Noord-Brabant sinds het ontstaan in 1997.
| Ambtsperiode | Naam burgemeester                  | Partij of stroming | Bijzonderheden |
| ------------ | ---------------------------------- | ------------------ | -------------- |
| 1997 - 2002  | Letty (A.M.) Demmers-van der Geest | D66                |                |
| 2002 - 2003  | Mart (M.J.H.) van de Ven           | CDA                | waarnemend     |
| 2003 - 2009  | Ingrid (I.) de Jong-van den Heuvel | VVD                |                |
| 2009 - 2016  | Harrie (H.A.J.) Tuerlings          | CDA                |                |
| 2016 - 2017  | Harrie (H.W.S.M.) Nuijten          | PvdA               | waarnemend     |
| 2017 - 2019  | Jetty (J.) Eugster-van Bergeijk    | CDA                | waarnemend     |
| 2019 - heden | Annemieke (A.J.M.H.) van de Ven    | CDA                |                |